# Rutas de América 2011
La 40.ª edición de Rutas de América, se disputó entre el 8 y el 13 de marzo de 2011.
Incluida en el UCI America Tour por tercer año consecutivo, constó de 6 etapas siendo la 5.ª con doble sector (el segundo tramo una contrarreloj de 24,5 km)
La carrera se inició con rumbo al noreste del país (Melo), para luego dirigirse hacia el centro (Tacuarembó) y finalmente hacia el sur. La 1.er y la 2.ª etapa se transitó por las zonas serranas de Maldonado, Lavalleja, Treinta y Tres y Cerro Largo.
Las siguientes etapas, ya con terreno más plano se caracterizaron por los fuertes vientos que se presentaron, lo que llevaron a que la lucha por la victoria estuviera presente hasta la última etapa.
El vencedor final fue el ciclista uruguayo originario de Salto, Jorge Soto representante del club Porongos del departamento de Flores, quién obtuvo el liderato de la carrera en la penúltima etapa al ganar la contrarreloj individual. De las dos competencias más importantes de Uruguay (Vuelta Ciclista y Rutas de América), ésta fue la primera en la que Soto culminó en primer lugar.
En las demás clasificaciones, Alas Rojas ganó por 3.er año consecutivo por equipos. El brasileño Roberto Pinheiro del Funvic-Pindamonhangaba ganó las metas sprint y las metas cima fueron para el uruguayo Mario Álvarez. La clasificación de la regularidad fue para el argentino Darío Díaz y en la clasificación sub-23 el ganador fue su compatriota Eduardo Sepúlveda.

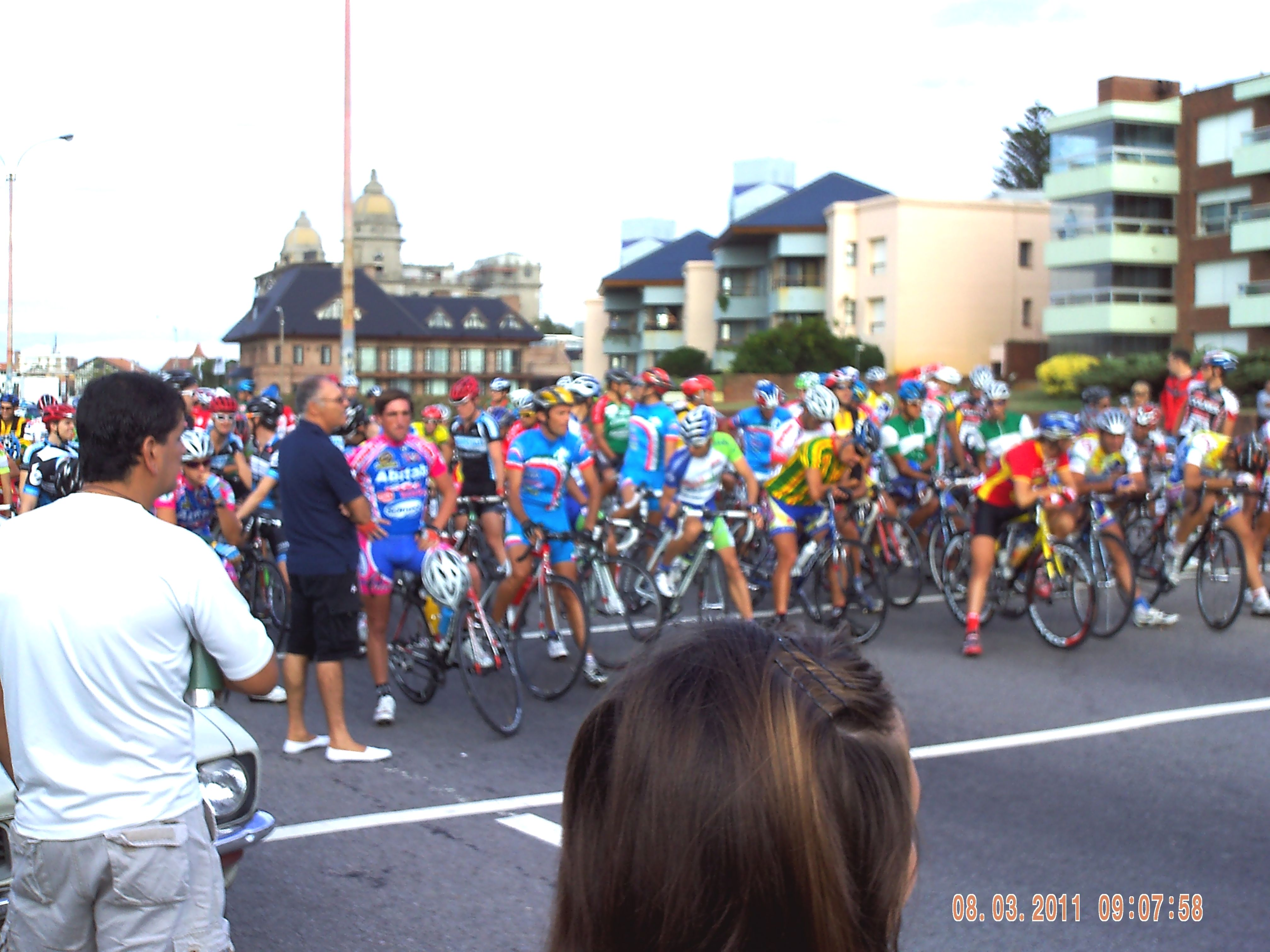
Los ciclistas listos para iniciar la carrera

## Equipos participantes
Un total de 145 ciclistas iniciaron la prueba repartidos en veinte equipos locales y seis extranjeros, arribando al final 108 pedalistas.
Los equipos extranjeros que estuvieron presentes en la competencia fueron los equipos españoles de categoría profesional continental Andalucía-Caja Granada y  Geox-TMC. También participaron el Funvic-Pindamonhangaba (Brasil) y Chipotle Development Team (Estados Unidos) de categoría Continental y los equipos amateurs Acme-Colner de Argentina y Chemstar presented by UnitedHealthcare Team de los Estados Unidos.
Andalucía-Caja Granada fue el más destacado de los equipos extranjeros ya que en todas las etapas tuvo ciclistas en las escapadas, e incluso ganó la 5.ª por intermedio de Jesús Rosendo. Chipotle Development Team también se destacó en varias fugas y el Geox-TMC estuvo en la pelea por algunas etapas a través de su esprínter Matteo Pelucchi.
De los equipos locales se destacaron el Alas Rojas de Santa Lucía (vencedor por equipos), el Porongos (ganador en la individual con Jorge Soto), el Club Ciclista Amanecer (Néstor Pías fue líder 4 etapas) y el Club Atlético Villa Teresa.
| Equipos                      | Categoría               |
| ---------------------------- | ----------------------- |
| Andalucía-Caja Granada       | Profesional Continental |
| Geox-TMC                     | Profesional Continental |
| Funvic-Pindamonhangaba       | Continental             |
| Chipotle Development Team    | Continental             |
| Chemstar by UnitedHealthcare | Amateur                 |
| Acme-Colner                  | Amateur                 |

| Equipos                                |
| -------------------------------------- |
| Club Ciclista Alas Rojas               |
| Club Ciclista Fénix                    |
| Club Ciclista Maroñas                  |
| Club Ciclista Amanecer                 |
| Club Atlético Villa Teresa             |
| Centro Recreativo Porongos Fútbol Club |
| Club Ciclista Cerro Largo              |
| Peñarol Cycles                         |
| Arco Iris                              |
| Estudiantes El Colla                   |
| Agraciada de 33                        |
| Club Ciclista Estación de Lavalleja    |
| Spot Club Uruguay                      |
| Dolores Cycles Club                    |
| Sarandí Universitario                  |
| San Ramón                              |
| Club Rampla                            |
| Club Ciclista Olímpico Juvenil         |
| Club Ciclista Cruz del Sur             |
| San Antonio de Florida                 |

## Etapas
- Para las clasificaciones y el desarrollo de las etapas véase:

| Etapa | Fecha       | Recorrido                             | km         | Ganador                                | Líder                     |
| 1.ª   | 8 de marzo  | Montevideo-Pan de Azúcar-Minas        | 146,1      | Darío Díaz (Villa Teresa)              | Darío Díaz (Villa Teresa) |
| 2.ª   | 9 de marzo  | José Pedro Varela-Treinta y Tres-Melo | 150,3      | Néstor Pías (Amanecer)                 | Néstor Pías (Amanecer)    |
| 3.ª   | 10 de marzo | Ramón Trigo-Tacuarembó                | 154,2      | Darío Díaz (Villa Teresa)              | Néstor Pías (Amanecer)    |
| 4.ª   | 11 de marzo | Tacuarembó-Paso de los Toros          | 140,3      | Jacob Rathe (Chipotle)                 | Néstor Pías (Amanecer)    |
| 5.ªa  | 12 de marzo | Paso de los Toros-Durazno-Trinidad    | 105,3      | Jesús Rosendo (Andalucía-Caja Granada) | Néstor Pías (Amanecer)    |
| 5.ªb  | 12 de marzo | Trinidad-Trinidad                     | 24,5 (CRI) | Jorge Soto (Porongos)                  | Jorge Soto (Porongos)     |
| 6.ª   | 13 de marzo | Trinidad-Montevideo                   | 182,7      | Héctor Aguilar (Funvic)                | Jorge Soto (Porongos)     |

## Clasificaciones finales

### Clasificación individual
| Posición | Ciclista           | Equipo                 | Tiempo      |
| -------- | ------------------ | ---------------------- | ----------- |
|          | Jorge Soto         | Porongos               | 20h 17' 39" |
| 2        | Néstor Pías        | Amanecer               | + 33"       |
| 3        | Jorge Bravo        | Alas Rojas             | + 43"       |
| 4        | Richard Mascarañas | Alas Rojas             | + 58"       |
| 5        | Mariano De Fino    | Villa Teresa           | + 1' 13"    |
| 6        | Raúl Sasso         | Dolores C.C.           | + 1' 53"    |
| 7        | Eduardo Sepúlveda  | Acme-Colner            | + 1' 54"    |
| 8        | Gonzalo Tagliabúe  | Villa Teresa           | + 2' 37"    |
| 9        | Matías Medici      | Funvic-Pindamonhangaba | + 3' 08"    |

| 10 | Gabriel Richard     | Porongos               | + 3' 21" |
| 11 | Andrei Krasilnikau  | Chipotle               | + 3' 33" |
| 12 | Hernán Cline        | Alas Rojas             | + 4' 19" |
| 13 | Antonio Cabello     | Andalucía-Caja Granada | + 4' 24" |
| 14 | Jesús Rosendo       | Andalucía-Caja Granada | + 4' 55" |
| 15 | Roderick Asconeguy  | Alas Rojas             | + 4' 55" |
| 16 | Geovani Fernández   | Alas Rojas             | + 4' 55" |
| 17 | Agustín Margalef    | Amanecer               | + 4' 56" |
| 18 | Emanuel Yánez       | Porongos               | + 5' 46" |
| 19 | Bilker Castro       | Cerro Largo            | + 7' 08" |
| 20 | Juan Javier Estrada | Andalucía-Caja Granada | + 7' 49" |

### Clasificación regularidad
| Posición | Ciclista       | Equipo                 | Puntos |
| -------- | -------------- | ---------------------- | ------ |
|          | Darío Díaz     | Villa Teresa           | 43     |
| 2        | Jorge Soto     | Porongos               | 43     |
| 3        | Héctor Aguilar | Funvic-Pindamonhangaba | 40     |

### Clasificación sprínter
| Posición | Ciclista         | Equipo           | Puntos |
| -------- | ---------------- | ---------------- | ------ |
|          | Roberto Pinheiro | Funvic           | 12     |
| 2        | Daniel Juárez    | Acme-Colner      | 9      |
| 3        | Mario Álvarez    | Olímpico Juvenil | 5      |

### Clasificación cima
| Posición | Ciclista         | Equipo                 | Puntos |
| -------- | ---------------- | ---------------------- | ------ |
|          | Mario Alvarez    | Olímpico Juvenil       | 12     |
| 2        | Roberto Pinheiro | Funvic-Pindamonhangaba | 11     |
| 3        | Jorge Bravo      | Alas Rojas             | 6      |

### Clasificación sub-23
| Posición | Ciclista           | Equipo                    | Tiempo      |
| -------- | ------------------ | ------------------------- | ----------- |
|          | Eduardo Sepúlveda  | Acme-Colner               | 20h 19' 33" |
| 2        | Andrei Krasilnikau | Chipotle Development Team | + 1' 39"    |
| 3        | Antonio Cabello    | Andalucía-Caja Granada    | + 2' 30"    |

### Clasificación por equipos
| Posición | Equipo                 | Tiempo      |
| -------- | ---------------------- | ----------- |
|          | Alas Rojas             | 60h 56' 29" |
| 2        | Porongos               | + 4' 23"    |
| 3        | Villa Teresa           | + 5' 04"    |
| 4        | Amanecer               | + 6' 25"    |
| 5        | Andalucía-Caja Granada | + 12' 59"   |